# Castello di Monthey
Il castello di Monthey è un antico castello situato a Monthey nel Canton Vallese in Svizzera.

## Storia
Il castello è la più antica struttura ancora esistente della città di Monthey. La data di costruzione è sconosciuta, tuttavia si sa che esso fu oggetto di riparazioni a metà del XIV secolo. Il castello figura inoltre in un atto di vendita datato 1420 nel quale si sostiene che il castello fosse "recente"; esso appare quindi per la prima volta in un registro durante un atto di riconoscimento del 1437. Nel 1507 venne occupato dal balivo del Chiablese, venendo ingrandito e ristrutturato nel 1520. Dopo la conquista del Basso Vallese da parte della Repubblica delle Sette Degagne nel 1536 il castello divenne la sede del governo di Monthey. Tra il 1551 e il 1554 la struttura fu sottoposta a dei lavori di ristrutturazione interessanti la torre e la Sala della Borghesia. Nel 1606 il borgo di Monthey venne devastato da un grande incendio che danneggia parzialmente anche il castello. Delle importanti opere di costruzione vennero compiute tra il 1663 e il 1664 che portarono all'edificazione delle ali sud e ovest del castello e delle mura che chiudono la corte interna.
Nel 1900 il comune e la borghesia di Monthey rilevano il castello. La gendarmeria e la prigione vi si installano con l'insieme dei servizi comunali. L'edificio viene classificato monumento storico comunale tra il 1907 e il 1910 e quindi federale nel 1952. Un restaturo completo viene effettuato tra il 1953 e il 1970. A partire dal 2000 l'associazione Vieux-Monthey si è installata nel castello e vi ha allestito un museo sulla storia della città di Monthey.

## Descrizione
Il castello si compone di tre ali differenti che circondano su tre lati una corte interna racchiusa sul lato restante, quello settentrionale, da un muro.